# Kogui
Cet article concerne la langue kogui. Pour le peuple, voir Kogi.
Le kogui ou kagaba est une langue chibchane parlée en Colombie sur les pentes du Nord, de l'Ouest et du Sud-Est de la Sierra Nevada de Santa Marta par 11 000 Kogis.

## Écriture
Un alphabet de 25 lettres, composé de 19 consonnes et 6 voyelles, a été développé pour l’écriture du kogui.
| a | b | d | e | g | h | i | j | k | l | m | n | ñ | o | p | s | sh | t | u | ʉ | w | x | y | z | zh |

## Phonologie

### Voyelles
|         | Antérieure  | Centrale    | Postérieure |
| ------- | ----------- | ----------- | ----------- |
| Fermée  | i [i] ĩ [ĩ] | ɨ [ɨ] ɨ̃ [ɨ̃] | u [u] ũ [ũ] |
| Moyenne | e [e] ẽ [ẽ] | ə [ə]       | o [o]       |
| Ouverte |             | a [a] ã [ã] |             |

### Consonnes
|               |               | Bilabiale | Dentale | Latérale | Palatale | Vélaire | Glottale |
| ------------- | ------------- | --------- | ------- | -------- | -------- | ------- | -------- |
| Occlusives    | Sourde        |           | t [t]   |          |          | k [k]   | ʔ [ʔ]    |
| Occlusives    | Sonore        | b [b]     | d [d]   |          |          | g [g]   |          |
| Fricatives    | Sourde        |           | s [s]   |          | ʃ [ʃ]    | x [x]   | h [h]    |
| Fricatives    | Sonore        |           | z [z]   |          | ʒ [ʒ]    |         |          |
| Nasales       | Nasales       | m [m]     | n [n]   |          |          | ŋ [ŋ]   |          |
| Liquides      | Liquides      |           |         | l [l]    |          |         |          |
| Semi-voyelles | Semi-voyelles | w [w]     |         |          | j [j]    |         |          |